# XXX -THE ULTIMATE WORST-
『XXX -THE ULTIMATE WORST-』（トリプルエックス・ジ・アルティメット・ワースト）は、聖飢魔IIの第三xxx十大教典 xxx（アルバム）で、魔暦17年（2015年）8月26日に発布。

## 概要
- 聖飢魔II初となるオールタイムズ極悪集大成盤（オールタイムベスト）。選曲には構成員が担当し、デビュー作『聖飢魔II〜悪魔が来たりてヘヴィメタる』から『悪魔RELATIVITY』までの範囲から全46曲が、各楽曲のバージョンにこだわり収録された[1]。
- ジャケットも公開され、表紙には地球デビュー以降の歴代7名のメンバーがイラストで登場。なお、このイラストは、週刊ヤングジャンプで連載中の漫画『テラフォーマーズ』の作者である貴家悠、橘賢一によるもの。特に貴家は熱狂的な聖飢魔IIの信者で、『テラフォーマーズ』の単行本の帯にデーモン閣下がコメントを執筆したという経緯から、今回白羽の矢が立った、との事。貴家が思いを込めたラフ絵を描き、これをもとに橘がジャケットイラストに仕上げたという。[1][2]
- また、本作のリリースに合わせ、『メフィストフェレスの肖像』から『LIVING LEGEND』までのBMG在籍時代の大教典4作品も、リマスタリングを施し、Blu-spec CD2仕様で再発売された。

## 収録曲

### DISC1
1. 聖飢魔II ミサ曲 第II番「創世紀」(BL Ver.)
2. 地獄の皇太子（BL Ver.）
3. 悪魔組曲 作品666番 変ニ短調 (BL Ver.)
序曲：心の叫び
第一楽章：STORMY NIGHT
第二楽章：悪魔の穴
第三楽章：KILL THE KING GHIDRAH
第四楽章：DEAD SYMPHONY
4. THE END OF THE CENTURY (W Ver.)
5. 蝋人形の館 (combined Ver.)[注 1]
6. JACK THE RIPPER (Expo. Ver.)
7. FIRE AFTER FIRE (Expo. Ver.)
8. ADAM'S APPLE (アダムの林檎) (Expo. Ver.)
9. 秘密の花園 (Live Black Mass Ver.)
10. APHRODITE (Live Black Mass Ver.)
11. EL.DORADO (BL Ver.)
12. BIGTIME CHANGES (W Ver.)
13. ANGEL SMILE
14. 1999 SECRET OBJECT (BL Ver.)
15. STAINLESS NIGHT (W Ver.)
16. 白い奇蹟 (W Ver.)

### DISC2
1. Overture～WINNER! (BL Ver.)
2. RATSBANE (W Ver.)
3. BAD AGAIN -美しき反逆- (BL Ver.)
4. 有害ロック
5. ファラオのように
6. 精神の黒幕 ～LIBIDO～
7. 赤い玉の伝説 -type α-[注 2]
8. 正義のために (小教典Ver.)
9. BREAKDOWN INNOCENCE
10. 満月の夜 (大教典Ver.)
11. 世界一のくちづけを
12. TEENAGE DREAM
13. 闘う日本人 (大教典Ver.)
14. 野獣 (大教典Ver.)
15. KIMIGAYOは千代に八千代の物語

### DISC3
1. GREAT DEVOTION
2. HOLY BLOOD 〜闘いの血統〜
3. 悪魔のメリークリスマス (完結編)
4. SAVE YOUR SOUL 〜美しきクリシェに背をむけて〜
5. 虚空の迷宮 -type α-[注 3]
6. BRAND NEW SONG
7. MASQUERADE
8. サクラちってサクラ咲いて
9. 空の雫
10. 20世紀狂詩曲 (小教典Ver.)
11. REVOLUTION HAS COME
12. GO AHEAD! (Live Black Mass Ver.)
13. PANDEMIC CARRIERS
14. BABIES IN THEIR DREAMS
15. 真昼の月〜MOON AT MID DAY〜 (プロトタイプ)